# Metedwardsia
Metedwardsia is een geslacht van zeeanemonen uit de klasse van de Anthozoa (bloemdieren).

## Soort
- Metedwardsia akkeshi (Uchida, 1932)